# Богородицкое сельское поселение (Ростовская область)
Богоро́дицкое се́льское поселе́ние — муниципальное образование в Песчанокопском районе Ростовской области Российской Федерации.
Административный центр — село Богородицкое.

## История
Село Богородицкое основано в 1842 году переселенцами из центральных губерний. Располагалось на берегах реки Безымянной,поэтому и получило первое название как Безыменка. Основное занятие населения — сельское хозяйство.
Богородицкое сельское поселение образовано из территории бывшего Богородицкого сельсовета. Ранее, в состав сельсовета кроме села, входили ещё четыре хутора: Кислицын, Мухин, Смелый и Сухинский.
В настоящее время в составе сельского поселения осталось только два населённых пункта село Богородицкое и хутор Мухин, которые потеряли значительную часть своего населения.

## Состав сельского поселения
| № | Населённый пункт | Тип населённого пункта       | Население |
| - | ---------------- | ---------------------------- | --------- |
| 1 | Богородицкое     | село, административный центр | ↘1746     |
| 2 | Мухин            | хутор                        | 57        |

## Население
| 2010  | 2012  | 2013  | 2014  | 2015  | 2016  | 2017  |
| ----- | ----- | ----- | ----- | ----- | ----- | ----- |
| 1803  | ↘1773 | ↘1745 | ↘1737 | ↘1710 | ↘1666 | ↘1664 |
| 2018  | 2019  | 2020  | 2021  |       |       |       |
| ↘1643 | ↘1599 | ↘1569 | ↘1550 |       |       |       |